# Svilen Rusinov
Svilen Aldinov Rusinov (in bulgaro Свилен Алдинов Русинов?; 29 febbraio 1964) è un ex pugile bulgaro.

## Palmarès

### Olimpiadi
- 1 medaglia:
  - 1 bronzo (Barcellona 1992 nei pesi supermassimi)

### Mondiali dilettanti
- 3 medaglie:
  - 2 argenti (Sydney 1991 nei pesi supermassimi; Tampere 1993 nei pesi supermassimi)
  - 1 bronzo (Reno 1986 nei pesi massimi)

### Europei dilettanti
- 4 medaglie:
  - 1 oro (Bursa 1993 nei pesi supermassimi)
  - 3 bronzi (Torino 1987 nei pesi massimi; Atene 1989 nei pesi supermassimi; Göteborg 1991 nei pesi supermassimi)